# 岡林裕二
岡林 裕二（おかばやし ゆうじ、1982年10月31日 - ）は、日本の男性プロレスラー。元自衛官。高知県南国市出身。大日本プロレス所属。血液型A型。

## 経歴
2008年春、大日本プロレスに入門。6月27日、釧路市桜ヶ丘青雲台体育館大会での井上勝正戦にてデビュー。
デビュー直後の新人とは思えぬ体つきを誇り、2009年4月と6月には関本大介と2度にわたり、シングルマッチを行うが惜敗。その後、7月24日の後楽園ホール大会にて、関本と組んで竹田誠志&木高イサミ組に勝利し、BJW認定タッグ王座を獲得。
2011年3月21日の全日本プロレス両国国技館大会にて、征矢学&真田聖也組の持つアジアタッグ王座に関本と共に挑戦し勝利、第85代王者となる。6月19日の全日本両国国技館大会で征矢&真田組に敗れたが、10月23日の全日本両国国技館大会で再び勝利し第87代王者となった。
2012年7月15日には忍と組み、BJW認定タッグ王座を再び獲得。11月24日に王座戦として行われた大日本最侠タッグリーグ戦優勝決定戦では自らデスマッチで望んだが、宮本裕向&木高組に敗れた。
2013年6月15日、横浜にぎわい座大会にて、平田一喜を破りいつでもどこでも挑戦権を獲得する。6月23日DDT後楽園大会にて次回大会での挑戦権行使を宣言した。以降、挑戦権を防衛し7月21日DDT後楽園大会にて当時KO-D無差別王者だった入江茂弘に挑むも大激戦の末に敗れた。
2014年1月5日、プロレスリング・ノアに初参戦。しかし、同月のドイツ遠征にて左肩を負傷し手術のため長期欠場を発表、復帰できるまでの全治は1年の見込みであったことから欠場中は肩に影響のない範囲内でスタッフとして積極的に大日本の大会に姿を見せ、デビュー前の練習生たちへの指導も行なっていた。12月13日に岡林の地元である高知大会で復帰を果たした。
2015年は関本を破ってのBJW認定世界ストロングヘビー級王座戴冠や、ツインタワーズ（佐藤耕平&石川修司）からのBJW認定タッグ王座奪回などが評価され、プロレス大賞の敢闘賞を獲得した。
2017年8月27日に両国国技館で行われた世界タッグ王座決定戦で岡林は関本とタッグを組み、KAIと野村直矢のタッグと対戦。17分31秒、片エビ固めで野村を下し第77代王者となった。
2023年7月より無期限休養。デビュー当初よりプロレスは40歳までと考えており、2021年時点で団体には「引退を前提としたレスラー生活」を提案していた。なお進退は明言していない。

## 得意技
ゴーレムスプラッシュ
技名はドラゴンクエストシリーズに登場するモンスター「ゴーレム」が由来。
パワーボム
オクラホマスタンピード
アルゼンチンバックブリーカー
リストクラッチアルゼンチンバックブリーカー
左手で掴んだ相手の左腕を相手の顎の下に巻きつけつつ背後に回り込み、相手をアルゼンチンバックブリーカーの要領で両肩に担ぎ上げて相手の背中や腰を痛めつける。
ラリアット

## 入場曲
- 初代 : Heading for Tomorrow（ガンマ・レイ）
- 2代目 : Angry Golem ※「大日本プロレス ミュージック・ファイル」に収録
- 3代目 : Alien（VORCHAOS） ※「大日本プロレス ミュージック・ファイル2」に収録

## 決め台詞
- 「ピッサリ」

## タイトル歴
大日本プロレス
- BJW認定世界ストロングヘビー級王座（第7代、第14代、第17代、第20代）
- BJW認定タッグ王座（第27代、第37代、第40代、第44代、第54代、第56代）（パートナーは関本大介×5→忍）
- 横浜ショッピングストリート6人タッグ王座（初代、第4代）（パートナーは塚本拓海、橋本和樹→石川晋也、河上隆一）
- DAINICHI-X優勝（2011年）（パートナーはアブドーラ小林）
- 大日本最侠タッグリーグ戦優勝（2011年、2015年、2016年、2019年）（パーナーは関本大介×3→入江茂弘）

全日本プロレス
- 世界タッグ王座（第72代、第77代、第84代）（パートナーは関本大介×3）
- アジアタッグ王座（第85代、第87代）（パートナーは関本大介×2）

DDTプロレスリング
- KO-Dタッグ王座（第51代、第69代）（パートナーは関本大介→HARASHIMA）

WRESTLE-1
- WRESTLE-1タッグチャンピオンシップ（第5代）（パートナーは中之上靖文）

プロレスリングZERO1
- 風林火山優勝（2019年）（パートナーは火野裕士）

2AW
- 2AW無差別級王座（第2代）

年越しプロレス
- 年忘れ!シャッフルタッグトーナメント優勝（2020年）（パートナーはHARASHIMA）

プロレス大賞
- 新人賞（2010年）
- 最優秀タッグチーム賞（2011年、2016年）（パートナーは関本大介×2）
- 敢闘賞（2015年）

日本インディー大賞
- MVP（2015年）
- ベストバウト（2015年）

## テレビ出演
- 絶対に笑ってはいけないスパイ24時（2010年12月31日、日本テレビ系列 ダウンタウンのガキの使いやあらへんで!! 大晦日年越しSP）
  - 上島竜兵をジャイアントスイングする。
- 笑ってはいけない熱血教師（2012年12月31日、日本テレビ系列 ダウンタウンのガキの使いやあらへんで!! 大晦日年越しSP）
  - 出演者にロメロ・スペシャルをかける。
- でたらめヒーロー 第2話（2013年4月11日、読売テレビ制作・日本テレビ系列） - マッスルオカバヤシ 役
- カーベル『100円レンタカー』 - 100円マン 役

## 人物
小さな頃から過剰なぐらいに活発であり、2歳の歩き始めた頃には10kgのミカン箱を持ち上げたことがある。本人曰く人生で3回ほど死にかけたことがあり、1度目は実家がやっていた魚屋の七輪から出た煙で一酸化炭素中毒になり、2回目はカレーライスを食べてジャガイモを喉に詰まらせた（よく噛まないで食べる子供であったため、食べ物をのどに詰まらせることは5回以上あった）。
小学校に入ると父親が監督を務めていたこともあってわんぱく相撲を始め、従兄弟に宮城野部屋の力士もいた岡林家は根っからの相撲好きであった。勝てるようになった小学3年生の頃から相撲が面白くなり、県大会でも3位に入るほど強くなったが、「髷を結うのがカッコ悪い」ということで角界入りしたいとは思わなかった。
そんな岡林のプロレスとの出会いは小学3年生の頃であり、放課後に近所の広場でかくれんぼをしていたら隠れていた大きな焼却炉の中から週刊プロレスが出てきた。プロレスに興味を持った岡林は、地元には民放が3局しかなくテレビでプロレス中継を見られなかったため、ビデオでアメリカンプロレスを見るようになった。
中学に入ると柔道を始め、2年生の頃まではプロレスラーになりたいという願望を持っていたが、素行が悪くなり、徐々にプロレスへの熱が薄れていく。興味があるのはもっぱらファッションや音楽であった。仲間との遊びに明け暮れ、勉強をまるでしなくなったため高校進学すら危ぶまれ、近所の農業高校を受けるも不合格。最後の頼みで受験した私立高校の試験もほとんど問題が分からなかったが、最終問題「3-2」（岡林曰く、お遊び問題）をクリアしたのが功を奏したのか、何とか入学に漕ぎ着けた。しかし、高校では碌に勉強しなかったため留年を経験。留年を経験してからは、担任から「部活をやって授業中は寝るな。黒板に書いたことを全部写せ。そしたら卒業させてやる」と言われ、勉強にある程度真面目に取り組み、ウェイトリフティング部に入部した。この時について岡林は後年「そのときの監督が熱血過ぎてみんなから嫌われていたんですけど、自分はそんなこと思わなくて。何度も誘われていて、入ることになって喜んでくれたんですよ。2人いた先輩が卒業して、自分一人になって。先生と2人でいろいろ教わりながら、最初は嫌々やってたんですけど、記録がどんどん伸びるから面白くなってきて。卒業するためとか、ケンカに強くなるためとか、そういう理由で入ったのに、高2のインターハイが終わったくらいから気持ちを入れ替えて、ホントに一生懸命やりましたね。ただ、勉強はしてなかったですけど（笑）」と話している。
高校卒業前に陸上自衛隊の勧誘が来て「自衛隊には体育学校があって、お金をもらいながらオリンピックを目指せますよ。岡林さん、こないだいい成績を取られたじゃないですか。それを三宅（義行）さんが見られて、どうしてもアイツに来てほしいって言っているんですよ」と言われた。自衛隊の試験に際して、1ヶ月で中3から高3までの基礎を叩き込み、おかげでかつて経験したことがないほどの問題もスラスラ解けて合格。教育学校を経て体育学校に配属されたが、この時面接で体育学校志望の書類が用意されていないことが発覚、結局最終的に体育学校に配属はされたものの三宅の推薦があったというのは勧誘のための口実であった。そのため、最初は姫路駐屯地に配属された。
自衛隊での生活は、それまで朝まで酒を飲んで学校には6時限目に行って部活だけやって帰ったこともあるなど怠惰な生活をしていた岡林にはきつく、ゴールデンウィークの5日間の休暇で帰省したきり戻ってこない隊員もいたという。自衛隊でもウエイトリフティングの選手を行っており、朝霞駐屯地内にある自衛隊体育学校に所属しオリンピック出場を目指していた。
体育学校1年目で全日本選手権の標準記録を突破し、期待の選手として周囲の注目を集めた。だが本番に弱く、いざ試合となると怪我が多く中々結果が出せなかった。通常3、4年で結果を出せなければ体育学校を除隊とされるが、岡林の場合は期待の大きさから鳴かず飛ばずの中で7年もの在籍を許された。しかしオリンピック出場はかなわず、体育学校を除隊となった。
これについて本人は「やめる1年前に、全日本の前の年の優勝記録を練習で出したんですよ。『次は絶対いける』と思って。もう6年もやってるから試合までの調整の仕方も知ってるし。それで全日本に臨んだら、その年に急に強い大学生が5人くらい出てきて、ダメでした。6位には入ったんですけど、記録も良くなくて、監督に怒られたんですよ、『辞めろ』と。試合前からヤル気がなくて、『そりゃ上にいっぱい出てきたけど、最後までしっかりやれよ』って」と振り返っている。
体育学校を除隊されて部隊に異動することが決まったときは残念に思う気持ちは全くなく、やり切ったという気持ちがあるのでむしろプレッシャーから解放されて毎日が楽しくなったという。部隊に異動してから、当時テレビ埼玉で放送されていた大日大戦を見て、関本大介に衝撃を受ける（岡林は高知明徳義塾高校野球部からプロレス界に進むという当時の地元新聞の記事を見て関本の事を知っていた）。
この頃プロレス入りを決したが、その背景には杉浦貴や谷口周平といった自衛隊出身のプロレスラーがいたことや体育学校の頃から自衛隊のレスリング選手に「プロレスラーになれよ」と言われたこと、そして関本が自身と大して変わらない体格であるにもかかわらず頑張っているということがあった。在籍中の先輩に全日本プロレスの青木篤志がいる。（青木は体育学校での競技は違うが、顔見知りだった。）